# Baldassare
Baldassare (auch Baldassarre) ist ein männlicher Vorname. Er ist die italienische Form des Vornamens Balthasar (Näheres siehe dort).

## Namensträger

### Baldassare
- Baldassare Boncompagni (1821–1894), italienischer Mathematikhistoriker
- Baldassare Bonifacio (1585–1659), italienischer Polyhistor, Jurist, Schriftsteller
- Baldassare Castiglione (1478–1529), war Graf von Novilara, Höfling, Diplomat und Schriftsteller
- Baldassare Croce (1558–1628), italienischer Maler
- Baldassare Estense (* vor 1432 oder vor 1441/42; † 1504 oder 1506), italienischer Maler, Bildhauer und Medailleur
- Baldassare Ferri (1610–1680), italienischer Opernsänger (Kastrat/Sopran)
- Baldassare Fontana (1661–1733), Tessiner Bildhauer, Stuckateur und Architekt des Spätbarock
- Baldassare Galuppi (1706–1785), italienischer Komponist
- Baldassare Lanci (1510–1571), italienischer Künstler und Architekt
- Baldassare Longhena (1598(?)–1682), italienischer Baumeister
- Baldassare Maggi (* vor 1550; † 1629), Architekt und Baumeister Schweizer Abstammung, überwiegend in Böhmen und Mähren tätig
- Baldassare Di Maggio (* 1954), führendes Mitglied der sizilianischen Mafia
- Baldassare Peruzzi (1481–1536), italienischer Architekt und Maler
- Baldassare Reina (* 1970), italienischer römisch-katholischer Geistlicher und Generalvikar des Bistums Rom

### Baldassarre
- Baldassarre Cagliares (1575–1633), Geistlicher des Malteserordens und Bischof von Malta
- Baldassarre Franzoni (* um 1575; † vor 1642), Schweizer Dolmetscher und Gesandter des Maggiatals zu den dreizehn eidgenössischen Orten
- Baldassarre Monti (1961–2008), italienischer Motorradrennfahrer
- Baldassarre Negroni (1877–1948), italienischer Stummfilmregisseur